# Michael Page (équitation)
Michael Owen Page (né le 23 septembre 1938 à New York) est un cavalier américain de concours complet.

## Carrière
Michael Page étudie à la Briar Cliff High School et à l'École de commerce de Neuchâtel.
Sa première grande compétition est les Jeux panaméricains de 1959 où il remporte la médaille d'or de l'épreuve individuelle et d'argent par équipe. Après une décevante participation aux Jeux olympiques d'été de 1960, il conserve son titre aux Jeux panaméricains de 1963 et les États-Unis gagnent aussi la médaille d'or. Aux Jeux olympiques d'été de 1964, il est quatrième de l'épreuve individuelle et gagne la médaille d'argent par équipe. Aux Jeux panaméricains de 1967, il prend sa troisième médaille d'or individuelle, l'équipe américaine se classe troisième. Aux Jeux olympiques d'été de 1968, il gagne la médaille d'argent par équipe et la médaille de bronze en individuel.
Il entraîne l'équipe du Canada aux Jeux olympiques d'été de 1976.

## Source, notes et références
1. ↑  https://www.sports-reference.com/olympics/athletes/pa/michael-page-1.html

- (en) Cet article est partiellement ou en totalité issu de l’article de Wikipédia en anglais intitulé « Michael Page (equestrian) » (voir la liste des auteurs).